# Саннинське
Са́ннинське (рос. Саннинское, башк. Һынны) — село у складі Благовіщенського району Башкортостану, Росія. Адміністративний центр Саннинської сільської ради.
Населення — 383 особи (2010; 467 в 2002).
Національний склад:
- росіяни — 50 %